# 饒書涵
饒 書涵（ラオ・シュハン、1996年12月23日 - ）は、中国の男子バレーボール選手である。

## 来歴
中国福建省邵武市出身。13歳の頃、友達とバレーボールをすることでバレーボールに興味を持ち、身長が高くて選手として選ばれたのがきっかけでバレーボールの世界に入る。
2015年、中国代表に選出され、2016年にアジアカップに出場してチーム準優勝に貢献。2018年には世界選手権に出場した。また、ネーションズリーグにも、2018年、2019年に出場している。
中国バレーボールスーパーリーグでは上海ゴールデンエイジでプレーし、2017/18シーズン、2018/19シーズンの優勝に貢献した。
2019年よりV.LEAGUE DIVISION1のジェイテクトSTINGSで2シーズンプレー。入団1年目の2019-20シーズン、V1でチームの初優勝に貢献し、自身もベスト6を受賞した。
2021年に、福建省バレーボールチームに復帰した。
2023年、2シーズンぶりにジェイテクトSTINGSに復帰した。
2025年5月、2024-25シーズン限りでの退団が発表された。

## 球歴
- 中国代表
  - 世界選手権 - 2018年
  - ネーションズリーグ - 2018年、2022年
  - アジアカップ - 2016年
- 中国U21代表
  - U21アジアU22男子バレーボールマッチ 準優勝
- 中国U19代表
  - U19世界少年バレーボールマッチ 準優勝

## 受賞歴
- 2020年 - 2019-20 V.LEAGUE DIVISION1 ベスト6

## 所属チーム
- 福建省バレーボールチーム
- 上海ゴールデンエイジ（中国語版）
- ジェイテクトSTINGS （2019-2021年）
- 福建省バレーボールチーム（2021-2023年）
- ジェイテクトSTINGS/ジェイテクトSTINGS愛知 （2023-2025年）